# Dobrodošli
Dobrodošli (in cirillico: Добродошли?) è un singolo della cantante montenegrina Nina Žižić, pubblicato il 10 novembre 2024.

## Descrizione
Dobrodošli è stata scritta da Boris Subotić e Violeta Mihajlovska Milić e composta da Darko Dimitrov. Durante un'intervista con la testata online Wiwibloggs, Nina Žižić ha così raccontato il brano:

## Promozione
Il 10 ottobre 2024, Dobrodošli è stato annunciato come uno dei 16 brani partecipanti al Montesong 2024, la selezione nazionale organizzata da RTCG per eleggere il rappresentante montenegrino all'Eurovision Song Contest 2025. La canzone è stata ufficialmente pubblicata il successivo 10 novembre. Nella finale del 27 novembre, il brano ha conquistato il primo posto nel voto della giuria e il quarto posto nel televoto, piazzandosi al secondo posto complessivo, a un solo punto di distacco dalla canzone vincitrice Clickbait, della band Neonoen. Tuttavia, il 4 dicembre 2024, i Neonoen hanno rinunciato a rappresentare il paese, in quanto il loro brano era già stato eseguito nel 2023, violando così il regolamento del contest. L'8 dicembre, RTCG ha annunciato che, in seguito al ritiro della band, Nina Žižić avrebbe rappresentato il Montenegro sul palco eurovisivo di Basilea.

## Tracce
Testi di Boris Subotić e Violeta Mihajlovska Milić, musiche di Darko Dimitrov.
1. Dobrodošli – 3:00
2. Dobrodošli (Live) – 3:42

## Formazione
- Nina Žižić – voce
- Darko Dimitrov – produzione